# انبریج گاز نیوبرانزویک
انبریج گاز نیوبرانزویک (انگلیسی: Enbridge Gas New Brunswick) یکی از شرکت های تابعه انبریج است که توزیع گاز طبیعی را در استان نیوبرانزویک کانادا ارائه می‌کند. در ۴ دسامبر ۲۰۱۸، انبریج توافقی را برای فروش انبریج گاز نیوبرانزویک به لیبرتی یوتیلیتیز (کانادا) ال‌پی، که یک شرکت تابعه کاملاً تحت مالکیت شرکت الگانکوین پاور اند یوتیلیتیز است، به قیمت خرید نقدی ۳۳۱ میلیون دلار کانادا اعلام کرد.
این شرکت که در فردریکتون مستقر است، گاز را از سیستم خط لوله ماری‌تایمز و شمال شرقی دریافت می‌کند و تحت نظارت هیئت انرژی و تاسیسات نیوبرانزویک است. در حال حاضر این سیستم در شهرستان وستمرلند، شهرستان یورک، شهرستان سانبری، شهرستان سنت جان و شهرستان شارلوت فعال است.

## جوامع خدمت‌گزار
- دییپ (نیوبرانزویک)
- فردریکتون
- مونکتون
- اورماکتو
- ریورویو، نیوبرانزویک
- سکویل، نیوبرانزویک
- سنت جان، نیوبرانزویک
- سینت جورج، نیوبرانزویک
- سنت استیون، نیوبرانزویک
- دورچستر، نیوبرانزویک